# Royaume du Rwanda
 (octobre 2016).
Si vous disposez d'ouvrages ou d'articles de référence ou si vous connaissez des sites web de qualité traitant du thème abordé ici, merci de compléter l'article en donnant les références utiles à sa vérifiabilité et en les liant à la section « Notes et références ».
XVe siècle – 1961
Entités suivantes :
- composante de l'Afrique orientale allemande
- composante du Ruanda-Urundi
- Rwanda

Le royaume du Rwanda est un royaume d'Afrique de l'Est qui put survivre avec une certaine autonomie durant la colonisation allemande puis belge. La monarchie est abolie en 1961 à l'occasion de la révolution rwandaise. Après le référendum de 1961 (en), le Rwanda devient une république qui obtient son indépendance en 1962.

## Période pré-coloniale
La zone qui compose le royaume est d'abord peuplée, entre le Ve siècle et le XIe siècle, par des populations dites Twa, des chasseurs. Le XIVe siècle voit l’arrivée de populations Tutsi, qui sont des pasteurs. Au XVe siècle, une chefferie réussit à regrouper plusieurs territoires voisins et établit ainsi le royaume du Rwanda, après la disparition de l'empire du Kitara, lequel couvrait les territoires des actuels Rwanda, Burundi, Ouganda et une partie de la Tanzanie. La majorité hutu, 82 à 85 % de la population, est composée de paysans, alors que les rois, appelés mwamis, sont généralement Tutsis. Certains Hutus sont néanmoins nobles, et il y eut certainement des mélanges de population.
Avant le XIXe siècle, on pense que les Tutsis détiennent le pouvoir militaire tandis que les Hutus s'occupent de médecine et possèdent les compétences en matière d'agriculture. Le « collège des conseillers du roi » (abiiru) est composé uniquement de Hutus et c'est lui qui gouverne. Aux alentours du milieu du XVIIIe siècle, cependant, l'abiiru connaît une période d'affaiblissement progressif.
Le rôle de la reine mère est important, elle tient la maison du roi et est fortement impliquée dans la politique de la cour. Lorsque leurs fils montent sur le trône, les mères doivent prendre un nouveau nom. Il est composé du terme nyira, qui veut dire « mère de » suivi habituellement du nom royal porté par le nouveau souverain. Seuls les rois nommés Mutara ne suivent pas cette convention, leurs mères prenant le nom de Nyiramavugo (« mère de bon conseil »).
Les rois, centralisant le pouvoir et l'autorité, distribuent des terres aux individus, rompant avec la logique d'héritage et de possession lignagère ; la plupart des chefs héréditaires sont Hutus alors que la plupart des chefs nommés par les mwamis sont Tutsis. La redistribution des terres, promulguée par Kigeli IV, met en place à un système clientéliste, où les chefs Tutsis demandent aux Hutus une rétribution sous forme de travail manuel en retour du droit d'occuper les terres.
Sous le règne du mwami Kigeli IV Rwabugiri, le Rwanda devient un État expansionniste. Le roi ne se préoccupe pas de l'identité ethnique des peuples conquis et les appellent « Hutus ». De ce fait, le terme « Hutus » tend à désigner une identité trans-ethnique, associée à la notion de sujétion. Dans la mesure où les Hutus sont privés de leurs droits sociaux et politiques, cela consolide l'idée que les Hutus et les Tutsis sont des distinctions socio-économiques et non pas des distinctions ethniques. En fait un individu peut abandonner l'identité Hutu (kwihutura) en accumulant les richesses, s'élevant ainsi dans la hiérarchie sociale.